# Эдуардс (округ, Иллинойс)
Э́дуардс (англ. Edwards County) — округ в штате Иллинойс, США. Официально образован в 1814 году. По состоянию на 2010 год, численность населения составляла 6721 человек.

## География
По данным Бюро переписи США, общая площадь округа равняется 577,571 км2, из которых 574,981 км2 — суша, и 0,300 км2, или 0,100 % — это водоёмы.

## Население
По данным переписи населения 2000 года в округе проживает 6971 житель в составе 2905 домашних хозяйств и 2027 семей. Плотность населения составляет 12,00 человек на км2. На территории округа насчитывается 3199 жилых строений, при плотности застройки около 6,00-ти строений на км2. Расовый состав населения: белые — 98,87 %, афроамериканцы — 0,14 %, коренные американцы (индейцы) — 0,09 %, азиаты — 0,40 %, гавайцы — 0,04 %, представители других рас — 0,09 %, представители двух или более рас — 0,37 %. Испаноязычные составляли 0,46 % населения независимо от расы.
В составе 29,80 % из общего числа домашних хозяйств проживают дети в возрасте до 18 лет, 59,00 % домашних хозяйств представляют собой супружеские пары, проживающие вместе, 8,20 % домашних хозяйств представляют собой одиноких женщин без супруга, 30,20 % домашних хозяйств не имеют отношения к семьям, 27,50 % домашних хозяйств состоят из одного человека, 14,60 % домашних хозяйств состоят из престарелых (65 лет и старше), проживающих в одиночестве. Средний размер домашнего хозяйства составляет 2,37 человека, и средний размер семьи 2,88 человека.
Возрастной состав округа: 23,10 % — моложе 18 лет, 8,00 % — от 18 до 24, 26,10 % — от 25 до 44, 24,30 % — от 45 до 64, и 24,30 % — от 65 и старше. Средний возраст жителя округа — 40 лет. На каждые 100 женщин приходится 93,80 мужчин. На каждые 100 женщин старше 18 лет приходится 91,50 мужчин.
Средний доход на домохозяйство в округе составлял 31 816 USD, на семью — 38 750 USD. Среднестатистический заработок мужчины был 27 165 USD против 19 579 USD для женщины. Доход на душу населения составлял 16 187 USD. Около 6,30 % семей и 9,80 % общего населения находились ниже черты бедности, в том числе — 13,80 % молодежи (тех, кому ещё не исполнилось 18 лет) и 8,70 % тех, кому было уже больше 65 лет.